# Tere Campos
Tere Campos (Ciudad de México, 14 de octubre de 1976 / 27 de marzo de 2018) fue una directora técnica y auxiliar técnica de futbol mexicana. Integró en distintos años la Selección femenina de fútbol de México. Es reconocida como especialista en la formación de guardametas por la Federación Internacional de Fútbol Asociación (FIFA) y por la Federación Mexicana de Futbol (FEMEXFUT), siendo la única en México en contar con dicha acreditación.

## Biografía

### Como jugadora
Campos ha practicado fisiconstructivismo, kung fu y futbol americano. Inició su carrera como jugadora de futbol como portera en las ligas amateur del sur de la Ciudad de México. En 1997 fue llamada a la preselección femenina de fútbol de México. En 1999, con Leonardo Cuéllar como director técnico, Campos fue convocada a la selección mexicana para disputar la Copa Mundial Femenina de Fútbol de 1999. En 2001 y 2003 volvió a ser convocada para jugar en el seleccionado de su país. 
Disputó como seleccionada de la Ciudad de México en la Super Liga de Futbol Femenil de México en 2006 y 2008. En 2007 jugó el Juego de las Estrellas de la LIMEFFE. En 2009 logró el segundo lugar de la Copa Azteca, donde compitieron equipos de México. 
En 2015 jugó en el Gällivare Malmbergets FF, de la tercera división femenil de Suecia.

### Como directora técnica
Trabajó en la Tercera División del Futbol de México de 2011 a 2013 preparando guardametas. Como directora técnica femenil inició en el equipo Futbol Femenil Huehuetoca de 2008 a 2009. En 2010 participó como analista y embajadora de la FIFA en el Pre Mundial Cancún de Futbol Femenil categoría mayor de la FIFA.  De 2009 a 2015 formó porteros en la FEMEXFUT. En 2012 recibió una acreditación internacional como formadora de guardametas avalada por la FIFA y CONCACAF. Impartió cursos para entrenadores de porteros de la FEMEXFUT en 2009 y 2010. Impartió cursos de capacitación de futbol femenil Centro de Altio Rendimiento de la Selección Nacional de México. En 2013 fue acreditada por la Licencia D de la CONCACAF para el entrenamiento de futbolistas de categoría fuerzas básicas de primera división. Asistió representando a la FIFA en la Copa Mundial Sub-17 Femenil en Costa Rica en 2014.
Desde 2017, es auxiliar técnica y especialista de porteros de la Liga MX Femenil en los equipos del Club Universidad Nacional Femenil y el Club Deportivo Toluca Femenil.
En 2013 fundó la institución de enseñanza Academia Tere Campos.
En 2016 colaboró como comentarista deportiva en el Canal Once de su país.
En 2022 se integra como Directora Técnica en el Club Mazatlán FC a medio torneo de Clausura e inicio el torneo de Apertura en curso